# Hanns von Rohr
Hanns Bernd-Christian von Rohr (* 4. Juli 1895 in Sondershausen; † 27. November 1988 in Düsseldorf) war ein deutscher Generalmajor. Nach dem Zweiten Weltkrieg trug er zur Annäherung zwischen Deutschen und Polen bei.

## Leben

### Herkunft und Ehe
Er entstammte dem alten bayerischen Adelsgeschlecht von Rohr, das bereits um 1033 auf der Pfalz Ranshofen am Inn urkundlich erwähnt ist, und war der Sohn des königlich preußischen Oberstleutnants Christian von Rohr (1849–1933), Kammerherr und Hofmarschall der Fürstin-Witwe von Schwarzburg-Sondershausen, und der Alexandra von Larisch-Kümmritz (1856–1934), Tochter der Marie von Wolffersdorff und des Alfred von Larisch. Der Vater war zudem Mitglied der Evangelisch-Lutherischen Vereinigung in Preußen. Zwei von Rohrs Brüder waren im Ersten Weltkrieg gefallen. Hanns von Rohr hatte weitere Geschwister, Schwester Christa heiratete den Offizier Friedrich von Winterfeld, Bruder Otto von Rohr heiratete Margarethe von Rochow-Stülpe und fiel als Oberst am 22. Juni 1941, Schwester Freda heiratete Wolf von Wolffersdorff. Die Eltern und die Familie von Bruder lebten teilweise im Gutshaus Plessow bei Potsdam, dessen Eigentümer war der Verwandte Hans von Rochow-Stülpe.
Hanns von Rohr heiratete am 22. September 1927 auf Gut Rudelsdorf (Landkreis Groß Wartenberg, Niederschlesien), Annelies von Korn (* 17. Januar 1901 auf Gut Rudelsdorf; † 8. Juli 1993 in Düsseldorf), die Tochter des Juristen Johann von Korn, Gutsherr auf Rudelsdorf, und der Lidy Freiin von Lüttwitz. Das Ehepaar hatte zwei Töchter und einen Sohn.

### Militärzeit
Er trat am 12. März 1914 als Fahnenjunker in das Kaiser Alexander Garde-Grenadier-Regiment Nr. 1 der Preußischen Armee ein. Er  wurde am 18. Februar 1915 zum Leutnant befördert. Nach dem Ersten Weltkrieg wurde er in die Reichswehr übernommen.
Ab dem 1. Januar 1934 war er Chef der 9. Kompanie des  9. Infanterie-Regiments. Am 1. Mai 1937 wurde er Kommandeur des III. Bataillons vom Infanterie-Regiment 67. Am 1. April 1938 wurde er zum Oberstleutnant befördert.
Er war an verschiedenen Fronten des Zweiten Weltkriegs im Einsatz. Zu Kriegsbeginn war er noch Kommandeur des III. Bataillons vom Infanterieregiment 67. Am 17. Juni 1940 ernannte man ihn zum Kommandeur des Infanterie-Regiments 174. Am 1. April 1941 erfolgte die Beförderung zum Oberst. Mit dem Infanterie-Regiments 174, als Teil der 81. Infanterie-Division, kämpfte er an der Ostfront. Er nahm an der Kesselschlacht von Demjansk Anfang 1942 teil. Wegen des Einsatzes bei der Kesselschlacht erhielt er am 30. April 1943 das Deutsche Kreuz in Gold. Als Vertretung für Karl Allmendinger war er von Juli 1942 bis August 1942 Kommandeur der 5. Jäger-Division. Vom 1. April 1943 bis zum 1. April 1944 war er Stadtkommandant von Cherbourg. Ab 1. Juli 1944 wurde er Kommandeur der 715. Infanterie-Division, im September kurzzeitig durch den damaligen Oberst Hans-Joachim Ehlert abgelöst. In dieser Position wurde er am 1. Dezember 1944 zum Generalmajor befördert. Diese war zunächst in Italien im Raum Rimini im Einsatz.
Ab März 1945 erfolgte der Einsatz in Oberschlesien und später in Böhmen im Raum Tábor und Písek. Im März 1945 wollte Generaloberst Ferdinand Schörner ihn hinrichten lassen, weil er sich weigerte, Soldaten, die vor Panzern der Roten Armee geflüchtet waren, erschießen zu lassen. Das OKH milderte das Todesurteil zu Degradierung und Bewährungseinsatz. Am 9. April 1945 wurde er mit der Führung des Grenadier-Regiments 697 beauftragt. Er kam am 2. Mai 1945 in Kriegsgefangenschaft.

### Nach 1945
Ab 1950 war er Vorsitzender der Hellmut-von-Gerlach-Gesellschaft in Düsseldorf (heute Deutsch-Polnische Gesellschaft der Bundesrepublik Deutschland). Wegen seines Engagements für die deutsch-polnischen Beziehungen wurde Rohr in der Bundesrepublik während der 1950er Jahre heftig angegriffen. In seiner Funktion als Vorsitzender nahm er an zahlreichen, oft geheimen Treffen mit Vertretern der polnischen Regierung und der DDR-Regierung (z. B. Karl Wloch, Czyrek, Urbaniak) teil. Bei diesen Treffen wurden die Arbeit der Hellmut-von-Gerlach-Gesellschaft in der Bundesrepublik sowie ihre finanzielle Förderung durch Ost-Berlin und Warschau beraten.
Ende der 1950er Jahre verschlechterte sich Rohrs Gesundheitszustand. Gegen 1958 trat er vom Amt des Vorstandsvorsitzenden der Hellmut-von-Gerlach-Gesellschaft zurück.